# La Banda Trapera del Río
La Banda Trapera del Río va ser un grup musical de Cornellà de Llobregat creat al final de la dècada del 1970. El grup va viure diferents etapes d'activitat i de silenci, una intermitència a còpia de la reedició dels seus treballs discogràfics que no va malmetre el seu estatus de nom referencial per a diferents generacions. La vida als barris obrers, la marginalitat i l'exaltació dels plaers quotidians són els temes de moltes de les seves cançons.

## Trajectòria
El seu primer concert va ser el 13 de novembre de 1976 al Poble Espanyol de Barcelona en una festa d'homenatge a Lina Ódena, una miliciana comunista que va morir a la Guerra civil espanyola. La Banda Trapera del Río també va actuar a les Jornades Llibertàries Internacionals al Park Güell el 1977, oferint un directe potent i accelerat, amb lletres plenes de mala llet, que van causar impressió. La seva cançó «Ciutat podrida» (amb lletra d'Esther Vallès) va esdevenir mítica en determinats àmbits alternatius i és considerada la primera cançó punk en català. El 1978 van participar en la quarta edició del Festival Canet Rock.
L'any 2010 es va estrenar la pel·lícula documental Venid a las Cloacas. La historia de la Banda Trapera del Río, on els membres del grup expliquen la seva turbulenta història i reflexionen sobre el que podria haver estat i ha romàs de la Transició democràtica espanyola.
Després de la mort del guitarra Modesto Agriarte «Tío Modes» (1957-2004) i el bateria Juan «Raf» Pulido (1957-2010), el 2022, La Banda Trapera del Río va haver de reduir la gira de comiat prevista de deu concerts a quatre, Barcelona, Llançà, Lleida i Ulldecona, en saber-se que el seu cantant, Morfi Grei (1959-2024), estava pendent d'una intervenció de trasplantament de fetge.

## Discografia

### Àlbums
- La Banda Trapera del Río (Belter, 1979). LP. Reeditat el 1992 per Munster Records.
- Guante de guillotina (Munster, 1993). LP i CD.
- Directo a los cojones (Munster, 1994). CD i doble LP. Disc en directe.
- Mentemblanco (Munster, 1994). CD i LP.
- 1978/1982. Grabaciones completas (Munster, 2006). Doble CD/LP amb els seus dos primers àlbums remasteritzats i temes inèdits en directe i de les seues maquetes
- Quemando el futuro (Maldito Records, 2019)

### Senzills
- «La Regla» / «Rock Cloaca» (Belter, 1979). Reeditat el 2006 per Munster.
- «Tu pistola no me mola» (Discophon, 1983). Senzill promocional.

## Filmografia
- Venid a las Cloacas. La historia de la Banda Trapera del Río (Daniel Arasanz, 2010)